# Dreiband-Weltmeisterschaft der Damen 2008
Die Dreiband-Weltmeisterschaft der Damen 2008 war ein Turnier in der Karambolagedisziplin Dreiband und fand vom 5. bis 7. September in Sivas, Türkei, statt.

## Modus
Gespielt wurde in der Vorrunde in vier Gruppen zu je vier Spielerinnen im Round-Robin-Modus auf zwei Gewinnsätze bis 12 Punkte. Die beiden Gruppenersten zogen in die Endrunde ein, wo im K.-o.-System auf drei Gewinnsätze bis 12 Punkte gespielt wurde. Die Aufnahmen wurden auf 25 begrenzt. In der Gruppenphase wurde mit Nachstoß gespielt. Somit waren Unentschieden möglich.

## Teilnehmerinnen
Das Teilnehmerfeld setzte sich aus den Kontinentalverbänden wie folgt zusammen:
- Titelverteidigerin: 1
- CEB: 10
- ACBC: 3
- CPB: 1
- ACC: –
- organisierender Verband (Wildcard): 1

| Titelverteidigerin | Titelverteidigerin    |
| ------------------ | --------------------- |
| 1                  | Orie Hida             |
| Europa (CEB)       |                       |
| 2                  | Therese Klompenhouwer |
| 3                  | Tanja Lopez           |
| 4                  | Danielle le Bruijn    |
| 5                  | Karina Jetten         |
| 6                  | Gerrie Geelen         |
| 7                  | Helga Mitterböck      |
| 8                  | Irena Michalkova      |
| 9                  | Michaela Esser        |

| 10            | Marianne Mortensen |
| 11            | Christine Morel    |
| Asien (ACBC)  |                    |
| 12            | Akane Imaizumi     |
| 13            | Namiko Mouri       |
| 14            | Park Su-ah         |
| Amerika (CPB) |                    |
| 15            | Ester Park         |
| Wildcard Org. |                    |
| 16            | Gülşen Degener     |
|               |                    |

## Turnierkommentar
Bei der dritten Damen-Weltmeisterschaft im Dreiband sicherte sich die Japanerin Orie Hida ihren dritten Titel. Zum dritten Mal war eine Niederländerin im Finale ihre Gegnerin und zum dritten Mal hieß das Finalergebnis 3:0 Sätze für Hida. Die Gesamtleistung dieser Meisterschaft blieb aber unter denen der Vorjahre. Nur Hida zeigte absolute Weltklasseleistungen. Erstmals kam auch eine Teilnehmerin aus Amerika zu dieser Weltmeisterschaft.

## Gruppenphase
Die Gruppeneinteilung wie folgt:
| Abschlusstabelle Gruppe A | Abschlusstabelle Gruppe A | Abschlusstabelle Gruppe A | Abschlusstabelle Gruppe A | Abschlusstabelle Gruppe A | Abschlusstabelle Gruppe A | Abschlusstabelle Gruppe A | Abschlusstabelle Gruppe A | Abschlusstabelle Gruppe A | Abschlusstabelle Gruppe A |
| Platz                     | Name                      | MP                        | SV                        | Pkt.                      | Aufn.                     | GD                        | BED                       | BSD                       | HS                        |
| ------------------------- | ------------------------- | ------------------------- | ------------------------- | ------------------------- | ------------------------- | ------------------------- | ------------------------- | ------------------------- | ------------------------- |
| 1                         | Orie Hida                 | 6                         | 6:1                       | 83                        | 91                        | 0,912                     | 0,960                     | 1,500                     | 5                         |
| 2                         | Park Su-ah                | 4                         | 5:2                       | 60                        | 130                       | 0,461                     | 0,545                     | 0,631                     | 3                         |
| 3                         | Tanja Lopez               | 2                         | 2:4                       | 46                        | 112                       | 0,410                     | 0,550                     | 0,800                     | 6                         |
| 4                         | Christine Morel           | 0                         | 0:6                       | 37                        | 108                       | 0,342                     | –                         | –                         | 4                         |

| Abschlusstabelle Gruppe B | Abschlusstabelle Gruppe B | Abschlusstabelle Gruppe B | Abschlusstabelle Gruppe B | Abschlusstabelle Gruppe B | Abschlusstabelle Gruppe B | Abschlusstabelle Gruppe B | Abschlusstabelle Gruppe B | Abschlusstabelle Gruppe B | Abschlusstabelle Gruppe B |
| Platz                     | Name                      | MP                        | SV                        | Pkt.                      | Aufn.                     | GD                        | BED                       | BSD                       | HS                        |
| ------------------------- | ------------------------- | ------------------------- | ------------------------- | ------------------------- | ------------------------- | ------------------------- | ------------------------- | ------------------------- | ------------------------- |
| 1                         | Namiko Mouri              | 6                         | 6:1                       | 78                        | 114                       | 0,684                     | 0,888                     | 1,200                     | 4                         |
| 2                         | Helga Mitterböck          | 3                         | 4:3                       | 57                        | 146                       | 0,390                     | 0,750                     | 0,750                     | 4                         |
| 3                         | Therese Klompenhouwer     | 2                         | 3:4                       | 71                        | 101                       | 0,702                     | 1,043                     | 1,333                     | 6                         |
| 4                         | Marianne Mortensen        | 1                         | 2:6                       | 40                        | 123                       | 0,325                     | 0,342                     | 0,521                     | 3                         |

| Abschlusstabelle Gruppe C | Abschlusstabelle Gruppe C | Abschlusstabelle Gruppe C | Abschlusstabelle Gruppe C | Abschlusstabelle Gruppe C | Abschlusstabelle Gruppe C | Abschlusstabelle Gruppe C | Abschlusstabelle Gruppe C | Abschlusstabelle Gruppe C | Abschlusstabelle Gruppe C |
| Platz                     | Name                      | MP                        | SV                        | Pkt.                      | Aufn.                     | GD                        | BED                       | BSD                       | HS                        |
| ------------------------- | ------------------------- | ------------------------- | ------------------------- | ------------------------- | ------------------------- | ------------------------- | ------------------------- | ------------------------- | ------------------------- |
| 1                         | Gülşen Degener            | 6                         | 6:1                       | 75                        | 130                       | 0,576                     | 1,090                     | 1,500                     | 5                         |
| 2                         | Karina Jetten             | 4                         | 5:4                       | 82                        | 155                       | 0,529                     | 0,514                     | 0,666                     | 3                         |
| 3                         | Danielle le Bruijn        | 2                         | 3:5                       | 71                        | 148                       | 0,479                     | 0,857                     | 0,857                     | 5                         |
| 4                         | Ester Park                | 0                         | 2:6                       | 51                        | 150                       | 0,340                     | –                         | 0,571                     | 2                         |

| Abschlusstabelle Gruppe D | Abschlusstabelle Gruppe D | Abschlusstabelle Gruppe D | Abschlusstabelle Gruppe D | Abschlusstabelle Gruppe D | Abschlusstabelle Gruppe D | Abschlusstabelle Gruppe D | Abschlusstabelle Gruppe D | Abschlusstabelle Gruppe D | Abschlusstabelle Gruppe D |
| Platz                     | Name                      | MP                        | SV                        | Pkt.                      | Aufn.                     | GD                        | BED                       | BSD                       | HS                        |
| ------------------------- | ------------------------- | ------------------------- | ------------------------- | ------------------------- | ------------------------- | ------------------------- | ------------------------- | ------------------------- | ------------------------- |
| 1                         | Akane Imaizumi            | 5                         | 6:3                       | 85                        | 164                       | 0,518                     | 0,666                     | 1,000                     | 4                         |
| 2                         | Irena Michalkova          | 5                         | 6:4                       | 94                        | 200                       | 0,470                     | 0,578                     | 0,800                     | 4                         |
| 3                         | Gerrie Geelen             | 2                         | 3:4                       | 70                        | 122                       | 0,573                     | 0,827                     | 1,333                     | 7                         |
| 4                         | Michaela Esser            | 0                         | 2:6                       | 65                        | 158                       | 0,411                     | –                         | 1,000                     | 5                         |

## Endrunde
|  | Viertelfinale Spiel auf drei Gewinnsätze | Viertelfinale Spiel auf drei Gewinnsätze | Viertelfinale Spiel auf drei Gewinnsätze | Viertelfinale Spiel auf drei Gewinnsätze | Viertelfinale Spiel auf drei Gewinnsätze | Viertelfinale Spiel auf drei Gewinnsätze |                   |    | Halbfinale Spiel auf drei Gewinnsätze | Halbfinale Spiel auf drei Gewinnsätze | Halbfinale Spiel auf drei Gewinnsätze | Halbfinale Spiel auf drei Gewinnsätze | Halbfinale Spiel auf drei Gewinnsätze | Halbfinale Spiel auf drei Gewinnsätze |    |      | Finale Spiel auf drei Gewinnsätze | Finale Spiel auf drei Gewinnsätze | Finale Spiel auf drei Gewinnsätze | Finale Spiel auf drei Gewinnsätze | Finale Spiel auf drei Gewinnsätze | Finale Spiel auf drei Gewinnsätze |
|  |                                          |                                          |                                          |                                          |                                          |                                          |                   |    |                                       |                                       |                                       |                                       |                                       |                                       |    |      |                                   |                                   |                                   |                                   |                                   |                                   |
|  | 6. September 2008                        | MP                                       | PP                                       | Pkt.                                     | ED                                       | HS                                       |                   |    |                                       |                                       |                                       |                                       |                                       |                                       |    |      |                                   |                                   |                                   |                                   |                                   |                                   |
|  | 6. September 2008                        | MP                                       | PP                                       | Pkt.                                     | ED                                       | HS                                       |                   |    |                                       |                                       |                                       |                                       |                                       |                                       |    |      |                                   |                                   |                                   |                                   |                                   |                                   |
|  | Orie Hida                                | 2                                        | 3                                        | 44                                       | 1,047                                    | 7                                        |                   |    |                                       |                                       |                                       |                                       |                                       |                                       |    |      |                                   |                                   |                                   |                                   |                                   |                                   |
|  | Orie Hida                                | 2                                        | 3                                        | 44                                       | 1,047                                    | 7                                        | 7. September 2008 | MP | PP                                    | Pkt.                                  | ED                                    | HS                                    |                                       |                                       |    |      |                                   |                                   |                                   |                                   |                                   |                                   |
|  | Irena Michalkova                         | 0                                        | 1                                        | 19                                       | 0,463                                    | 4                                        | 7. September 2008 | MP | PP                                    | Pkt.                                  | ED                                    | HS                                    |                                       |                                       |    |      |                                   |                                   |                                   |                                   |                                   |                                   |
|  | Irena Michalkova                         | 0                                        | 1                                        | 19                                       | 0,463                                    | 4                                        | Orie Hida         | 2  | 3                                     | 36                                    | 0,972                                 | 4                                     |                                       |                                       |    |      |                                   |                                   |                                   |                                   |                                   |                                   |
|  | 6. September 2008                        | MP                                       | PP                                       | Pkt.                                     | ED                                       | HS                                       | Orie Hida         | 2  | 3                                     | 36                                    | 0,972                                 | 4                                     |                                       |                                       |    |      |                                   |                                   |                                   |                                   |                                   |                                   |
|  | 6. September 2008                        | MP                                       | PP                                       | Pkt.                                     | ED                                       | HS                                       |                   |    | Gülşen Degener                        | 0                                     | 0                                     | 19                                    | 0,542                                 | 5                                     |    |      |                                   |                                   |                                   |                                   |                                   |                                   |
|  | Gülşen Degener                           | 2                                        | 3                                        | 36                                       | 0,486                                    | 4                                        |                   |    | Gülşen Degener                        | 0                                     | 0                                     | 19                                    | 0,542                                 | 5                                     |    |      |                                   |                                   |                                   |                                   |                                   |                                   |
|  | Gülşen Degener                           | 2                                        | 3                                        | 36                                       | 0,486                                    | 4                                        |                   |    |                                       |                                       |                                       |                                       | 7. September 2006                     | MP                                    | PP | Pkt. | ED                                | HS                                |                                   |                                   |                                   |                                   |
|  | Helga Mitterböck                         | 0                                        | 0                                        | 27                                       | 0,375                                    | 2                                        |                   |    |                                       |                                       |                                       |                                       | 7. September 2006                     | MP                                    | PP | Pkt. | ED                                | HS                                |                                   |                                   |                                   |                                   |
|  | Helga Mitterböck                         | 0                                        | 0                                        | 27                                       | 0,375                                    | 2                                        | Orie Hida         | 2  | 3                                     | 36                                    | 0,900                                 | 6                                     |                                       |                                       |    |      |                                   |                                   |                                   |                                   |                                   |                                   |
|  | 6. September 2008                        | MP                                       | PP                                       | Pkt.                                     | ED                                       | HS                                       | Orie Hida         | 2  | 3                                     | 36                                    | 0,900                                 | 6                                     |                                       |                                       |    |      |                                   |                                   |                                   |                                   |                                   |                                   |
|  | 6. September 2008                        | MP                                       | PP                                       | Pkt.                                     | ED                                       | HS                                       |                   |    | Karina Jetten                         | 0                                     | 0                                     | 18                                    | 0,473                                 | 2                                     |    |      |                                   |                                   |                                   |                                   |                                   |                                   |
|  | Akane Imaizumi                           | 0                                        | 1                                        | 36                                       | 0,342                                    | 4                                        |                   |    | Karina Jetten                         | 0                                     | 0                                     | 18                                    | 0,473                                 | 2                                     |    |      |                                   |                                   |                                   |                                   |                                   |                                   |
|  | Akane Imaizumi                           | 0                                        | 1                                        | 36                                       | 0,342                                    | 4                                        | 7. September 2008 | MP | PP                                    | Pkt.                                  | ED                                    | HS                                    |                                       |                                       |    |      |                                   |                                   |                                   |                                   |                                   |                                   |
|  | Park Su-ah                               | 2                                        | 3                                        | 43                                       | 0,405                                    | 3                                        | 7. September 2008 | MP | PP                                    | Pkt.                                  | ED                                    | HS                                    |                                       |                                       |    |      |                                   |                                   |                                   |                                   |                                   |                                   |
|  | Park Su-ah                               | 2                                        | 3                                        | 43                                       | 0,405                                    | 3                                        | Park Su-ah        | 0  | 2                                     | 45                                    | 0,625                                 | 4                                     |                                       |                                       |    |      |                                   |                                   |                                   |                                   |                                   |                                   |
|  | 6. September 2008                        | MP                                       | PP                                       | Pkt.                                     | ED                                       | HS                                       | Park Su-ah        | 0  | 2                                     | 45                                    | 0,625                                 | 4                                     |                                       |                                       |    |      |                                   |                                   |                                   |                                   |                                   |                                   |
|  | 6. September 2008                        | MP                                       | PP                                       | Pkt.                                     | ED                                       | HS                                       |                   |    | Karina Jetten                         | 2                                     | 3                                     | 44                                    | 0,611                                 | 6                                     |    |      |                                   |                                   |                                   |                                   |                                   |                                   |
|  | Namiko Mouri                             | 0                                        | 2                                        | 46                                       | 0,469                                    | 5                                        |                   |    | Karina Jetten                         | 2                                     | 3                                     | 44                                    | 0,611                                 | 6                                     |    |      |                                   |                                   |                                   |                                   |                                   |                                   |
|  | Namiko Mouri                             | 0                                        | 2                                        | 46                                       | 0,469                                    | 5                                        |                   |    |                                       |                                       |                                       |                                       |                                       |                                       |    |      |                                   |                                   |                                   |                                   |                                   |                                   |
|  | Karina Jetten                            | 2                                        | 3                                        | 47                                       | 0,474                                    | 3                                        |                   |    |                                       |                                       |                                       |                                       |                                       |                                       |    |      |                                   |                                   |                                   |                                   |                                   |                                   |
|  | Karina Jetten                            | 2                                        | 3                                        | 47                                       | 0,474                                    | 3                                        |                   |    |                                       |                                       |                                       |                                       |                                       |                                       |    |      |                                   |                                   |                                   |                                   |                                   |                                   |

## Abschlusstabelle
| MP    | Match Points (Sieger = 2; Unentschieden = 1; Verlierer = 0) |
| Pkte. | Erzielte Karambolagen                                       |
| Aufn. | Benötigte Versuche                                          |
| GD    | Generaldurchschnitt                                         |
| BED   | Bester Einzeldurchschnitt eines Spielers                    |
| HS    | Höchstserie                                                 |
|       | Bester GD des Turniers                                      |
|       | Bester ED des Turniers                                      |
|       | Beste HS des Turniers                                       |
|       | 1. Platz (Gold)                                             |
|       | 2. Platz (Silber)                                           |
|       | 3. Platz (Bronze)                                           |

| Endklassement       | Endklassement       | Endklassement         | Endklassement       | Endklassement       | Endklassement | Endklassement | Endklassement | Endklassement | Endklassement | Endklassement |
| Phase               | Platz               | Name                  | MP                  | SV                  | Pkt.          | Aufn.         | GD            | BED           | BSD           | HS            |
| ------------------- | ------------------- | --------------------- | ------------------- | ------------------- | ------------- | ------------- | ------------- | ------------- | ------------- | ------------- |
| Finale              | 1                   | Orie Hida             | 12:0                | 15:2                | 199           | 210           | 0,947         | 1,047         | 1,500         | 7             |
| Finale              | 2                   | Karina Jetten         | 8:4                 | 11:11               | 191           | 365           | 0,523         | 0,514         | 1,090         | 69            |
| Halb- finale        | 3                   | Gülşen Degener        | 8:2                 | 9:4                 | 130           | 239           | 0,543         | 1,090         | 1,500         | 5             |
| Halb- finale        | 3                   | Park Su-ah            | 6:4                 | 10:6                | 148           | 308           | 0,480         | 0,545         | 1,333         | 4             |
| Viertel- finale     | 5                   | Namiko Mouri          | 6:2                 | 8:4                 | 124           | 212           | 0,584         | 0,888         | 1,200         | 4             |
| Viertel- finale     | 6                   | Akane Imaizumi        | 5:3                 | 7:6                 | 121           | 269           | 0,449         | 0,666         | 1,000         | 4             |
| Viertel- finale     | 7                   | Irena Michalkova      | 5:3                 | 7:7                 | 113           | 241           | 0,468         | 0,578         | 0,800         | 4             |
| Viertel- finale     | 8                   | Helga Mitterböck      | 3:5                 | 4:6                 | 84            | 218           | 0,385         | 0,750         | 0,750         | 4             |
| Gruppen- phase      | 9                   | Therese Klompenhouwer | 2                   | 3:4                 | 71            | 101           | 0,702         | 1,043         | 1,333         | 6             |
| Gruppen- phase      | 10                  | Gerrie Geelen         | 2                   | 3:4                 | 70            | 122           | 0,573         | 0,827         | 1,333         | 7             |
| Gruppen- phase      | 11                  | Danielle le Bruijn    | 2                   | 3:5                 | 71            | 148           | 0,479         | 0,857         | 0,857         | 5             |
| Gruppen- phase      | 12                  | Tanja Lopez           | 2                   | 2:4                 | 46            | 112           | 0,410         | 0,550         | 0,800         | 6             |
| Gruppen- phase      | 13                  | Marianne Mortensen    | 1                   | 2:6                 | 40            | 123           | 0,325         | 0,342         | 0,521         | 3             |
| Gruppen- phase      | 14                  | Michaela Esser        | 0                   | 2:6                 | 65            | 158           | 0,411         | –             | 1,000         | 5             |
| Gruppen- phase      | 15                  | Ester Park            | 0                   | 2:6                 | 51            | 150           | 0,340         | –             | 0,571         | 2             |
| Gruppen- phase      | 16                  | Christine Morel       | 0                   | 0:6                 | 37            | 108           | 0,342         | –             | –             | 4             |
| Turnierdurchschnitt | Turnierdurchschnitt | Turnierdurchschnitt   | Turnierdurchschnitt | Turnierdurchschnitt | 1561          | 3083          | 0,506         |               |               |               |